# Hartley Shawcross, Baron Shawcross
Hartley William Shawcross, Baron Shawcross GBE,  PC, KC (4. februar 1902 – 10 juli 2003), kendt 1945-1959 som Sir Hartley Shawcross, var en britisk advokat og politiker, og den ledende britiske anklager ved Krigsforbryderdomstolen i Nürnberg efter 2. verdenskrig.

## Tidlige liv
Hartley William Shawcross var født af  John og Hilda Shawcross i Tyskland, mens hans far underviste i engelsk på Giessen Universitet (Giessen i Hessen). Han blev uddannet på Dulwich College,  London School of Economics og University of Geneva  og var barrister på Gray’s Inn i London.

## Karriere
Han sluttede sig til Labour i en ung alder og fungerede som parlamentsmedlem for St. Helens, Lancashire fra 1945 til 1958, og var statsanklager fra 1945 til 1951. I 1946, da man drøftede ophævelse af anti-fagforeningslove i det Underhuset, at Shawcross angiveligt sagde: "We are the masters now",  en sætning, der kom til at forfølge  ham.